# Aïn Hamra

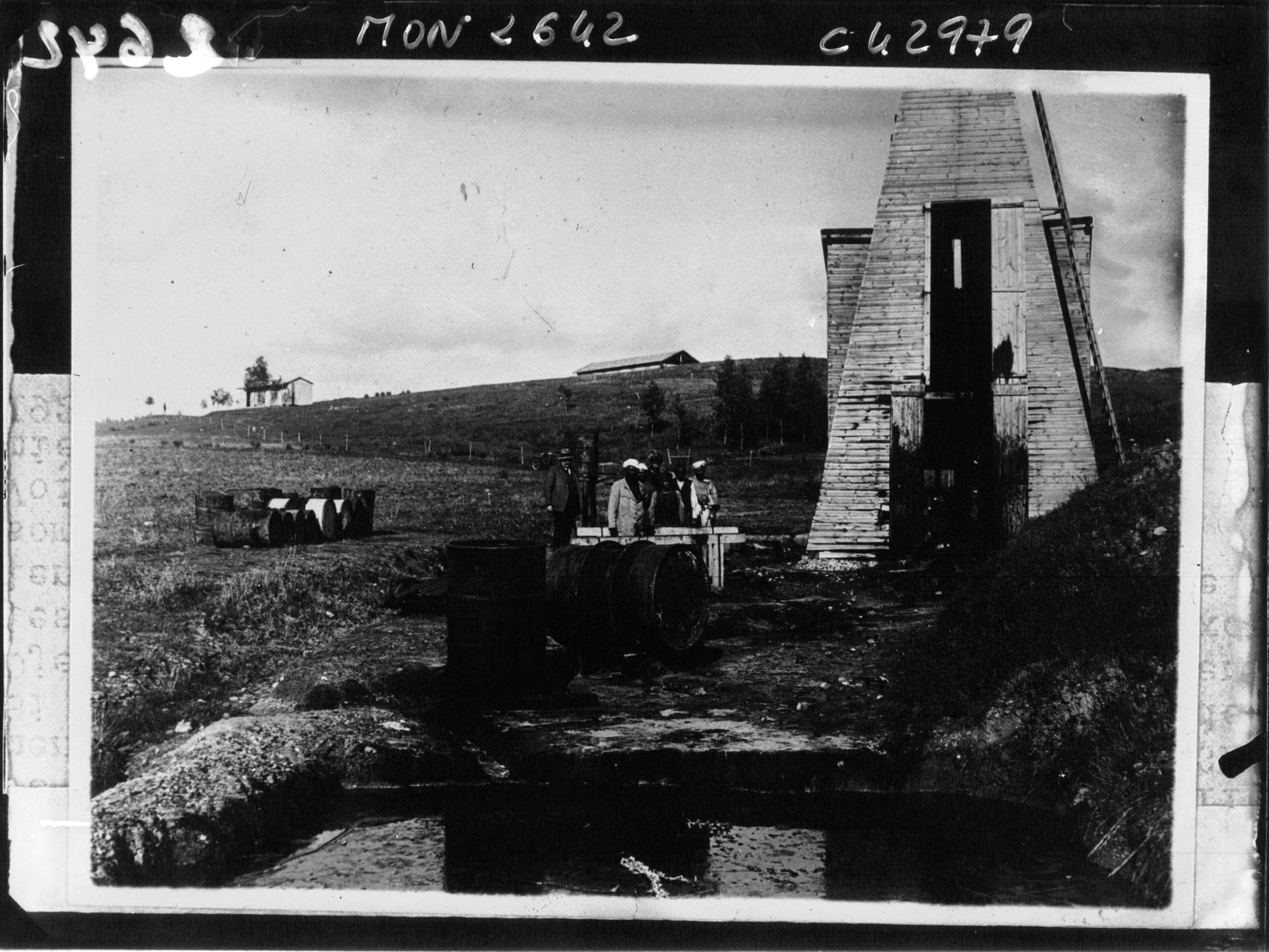
Erster Fund von Lampenöl in Marokko: die Bohrung Ahi bei Ain Hamra, 26. August 1923.

Aïn Hamra (arabisch عين الحمراء, DMG ʿAin al-Ḥamrāʾ; Amazigh: ⵜⴰⵍⴰ ⵜⴰⵣⴳⴳⵡⵯⴰⵖⵜ / Terra Tazeggʷaɣt, Deutsch: „Rote Quelle“) ist ein Dorf im Nordosten Marokkos, gelegen im Rif-Gebirge in der Provinz Taza. Administrativ gehört es zur Gemeinde Ajdir und liegt im historischen Siedlungsgebiet des Rif-Berberstamms der Igzennayen. Das Dorf ist vor allem für seine eisenhaltige Thermalquelle bekannt, die auch als Aïn ar-Rahma („Quelle der Barmherzigkeit“) bezeichnet wird.

## Lage
Aïn Hamra liegt auf etwa 1160 Metern Höhe in einer gebirgigen Region mit Tälern, Wäldern und Wasserquellen. Das Dorf befindet sich rund 76 km nördlich von Taza und etwa 4 km östlich des Gemeindezentrums Ajdir. Das Klima ist mediterran mit alpinen Einflüssen. Aïn Hamra ist über die Regionalstraße R510 erreichbar.

## Thermalquelle
Der Name „Aïn Hamra“ bedeutet wörtlich „Rote Quelle“ und bezieht sich auf die rötliche Farbe des Wassers, die durch den hohen Eisengehalt entsteht. Die Wassertemperatur liegt bei etwa 24 °C. Die Quelle wird seit Jahrzehnten traditionell zur Linderung von Haut- und Rheumabeschwerden genutzt. 1956 wurde sie offiziell als heilkräftige Quelle anerkannt. Grundlage dieser Anerkennung war eine Laboranalyse durch Dr. Chano, einen Arzt aus Casablanca, der die Zusammensetzung erstmals wissenschaftlich untersuchte.
Eine wissenschaftliche Studie aus dem Jahr 2024 bestätigte den hohen Gehalt an Eisen und Kohlendioxid im Wasser. Diese Zusammensetzung macht die Quelle bei Besuchern mit gesundheitlichen Beschwerden besonders beliebt.

## Bevölkerung und Kultur
Die Bevölkerung von Aïn Hamra besteht überwiegend aus Rif-Berbern, die die Berbersprache Tarifit sowie marokkanisches Arabisch sprechen. Die Dorfgemeinschaft setzt sich aus verschiedenen Familienclans zusammen, darunter Ayriyine, Idrissyine, Hariouriyine, Imhmouden und Oulad Lahsen.
Die lokale Kultur ist stark von Amazigh-Traditionen geprägt, mit Fokus auf Gastfreundschaft, Landwirtschaft, Handwerk und religiöse Feste. Viele Familien leben von kleinbäuerlicher Landwirtschaft, Viehzucht und der Nutzung natürlicher Ressourcen. Die traditionelle Bauweise mit Lehm, Stein und Holz ist in vielen Häusern noch erhalten.
Die Quelle von Aïn Hamra spielt auch eine Rolle in der mündlichen Tradition der Region und wird in einem bekannten Lied des Stammes der Igzennayen erwähnt. In Tamazight heißt es:
„ⴷⵉⵏ ⵜⴰⵍⴰ ⵜⴰⵣⴳⴳⵡⵯⴰⵖⵜ ⵉ ⵉⵙⵙⴳⵏⴼⴰⵏ ⵓⵍⴰⵡⵏ“
(Din terra tazggʷart i issgenfan ulawen)
Deutsch: „Dort drüben ist die rote Quelle, die die Herzen heilt.“
Das Lied beginnt mit der Zeile: „Sala, wa y Amaziɣ, tamurt n Igzennayen“ („Entdecke, o Amazigh, das Land der Igzennayen“) und gilt als Ausdruck des regionalen Stolzes.

## Geschichte
Die Region Aïn Hamra gehört zum Siedlungsgebiet der Igzennayen, die für ihren Widerstand gegen die französische Kolonialherrschaft während des Rifkriegs (1921–1926) und der marokkanischen Unabhängigkeitsbewegung in den 1950er Jahren bekannt sind. Damals wurde das Gebiet auch als „Todesdreieck“ bezeichnet, wegen der intensiven Kämpfe gegen französische Truppen.
Einer Überlieferung zufolge verlieh König Mohammed V. der Quelle nach der Unabhängigkeit den Namen ''Aïn ar-Rahma''.

## Wirtschaft
Die lokale Wirtschaft basiert auf kleinbäuerlicher Landwirtschaft (Gerste, Mais, Oliven), Viehzucht und saisonalem Gesundheitstourismus. Während der Sommermonate zieht die Quelle Tausende Besucher aus ganz Marokko an. Viele Familien verdienen zusätzlich durch die Vermietung von Apartments, Gastronomie und den Verkauf lokaler Produkte wie Olivenöl, Honig, Heilerde und Kräuter.

## Tourismus und Entwicklung
Die Quelle ist Zentrum des wachsenden Inlandtourismus. In den Sommermonaten suchen viele Menschen hier Ruhe, Erholung und vermeintliche Heilung. Lokale und regionale Behörden prüfen Möglichkeiten zur Verbesserung der Infrastruktur, zur Förderung des Ökotourismus und zur Einrichtung einer Freizeit- und Kurtherme entlang des Hamra-Bachs.